# Церковь Александра Невского (Яранск)
Церковь во имя Святого Благоверного князя Александра Невского (Ново-Благовещенская церковь) — снесённая православная церковь в Яранске. Принадлежала Вятской и Слободской епархии (ныне Яранская епархия Вятской митрополии).

## История

Мемориальная плита на месте снесённой церкви

Кирпичное здание церкви было заложено 8 сентября 1891 года по проекту архитектора А. С. Андреева на месте часовни на Сенной (Конной) площади, где часто устраивались ярмарки. При строительстве храма были использованы кирпичи разобранной 5 июня 1891 года колокольни находящейся поблизости Благовещенской церкви. Практически одновременно в 1893 году рядом был заложен деревянный на каменном фундаменте дом причта (ныне улица Карла Маркса, 65). Церковь была построена в память о спасении императора Александра III в 1887 году. Большой вклад в строительство церкви внёс яранский священник Дмитрий Иванович Лубнин, ставший её первым настоятелем. Храм входил в единый приход с Благовещенской церковью бывшего Вознесенского монастыря.
В 1940-х годах храм был разобран.  Ныне на бывшей прихрамовой территории расположен Пионерский сквер на пересечении улиц Карла Маркса (бывшей Успенской) и Рудницкого.

## Архитектура
В церкви было три престола: главный — Александро-Невский, освящён 18 сентября 1899 года, южный — в честь Архангела Михаила, освящён в 1901 году, северный — в честь Благовещения Пресвятой Богородицы.